# جوناثان وليامز (لاعب كرة قدم أمريكية)
جوناثان وليامز (بالإنجليزية: Jonathan Williams)‏ هو لاعب كرة قدم أمريكية ولاعب كرة قدم كندية أمريكي، ولد في 22 نوفمبر 1985 في أوغستا في الولايات المتحدة.

## وصلات خارجية
- جوناثان وليامز على موقع JustSportsStats.com (الإنجليزية)